# Zuidschote
Zuidschote is een landelijk dorpje in de Belgische provincie West-Vlaanderen en een deelgemeente van de stad Ieper. Het was een zelfstandige gemeente tot 1971, toen het in zijn geheel werd opgenomen bij Boezinge. Boezinge zelf werd in 1977 samen met nog een reeks andere gemeenten opgenomen bij Ieper. Zuidschote heeft een oppervlakte van 4,25 km² en telde in 1999 308 inwoners. Ter plaatse wordt van Zuetshoote gesproken.
Steenstrate en Lizerne zijn twee gehuchten van de vroegere gemeente Zuidschote.

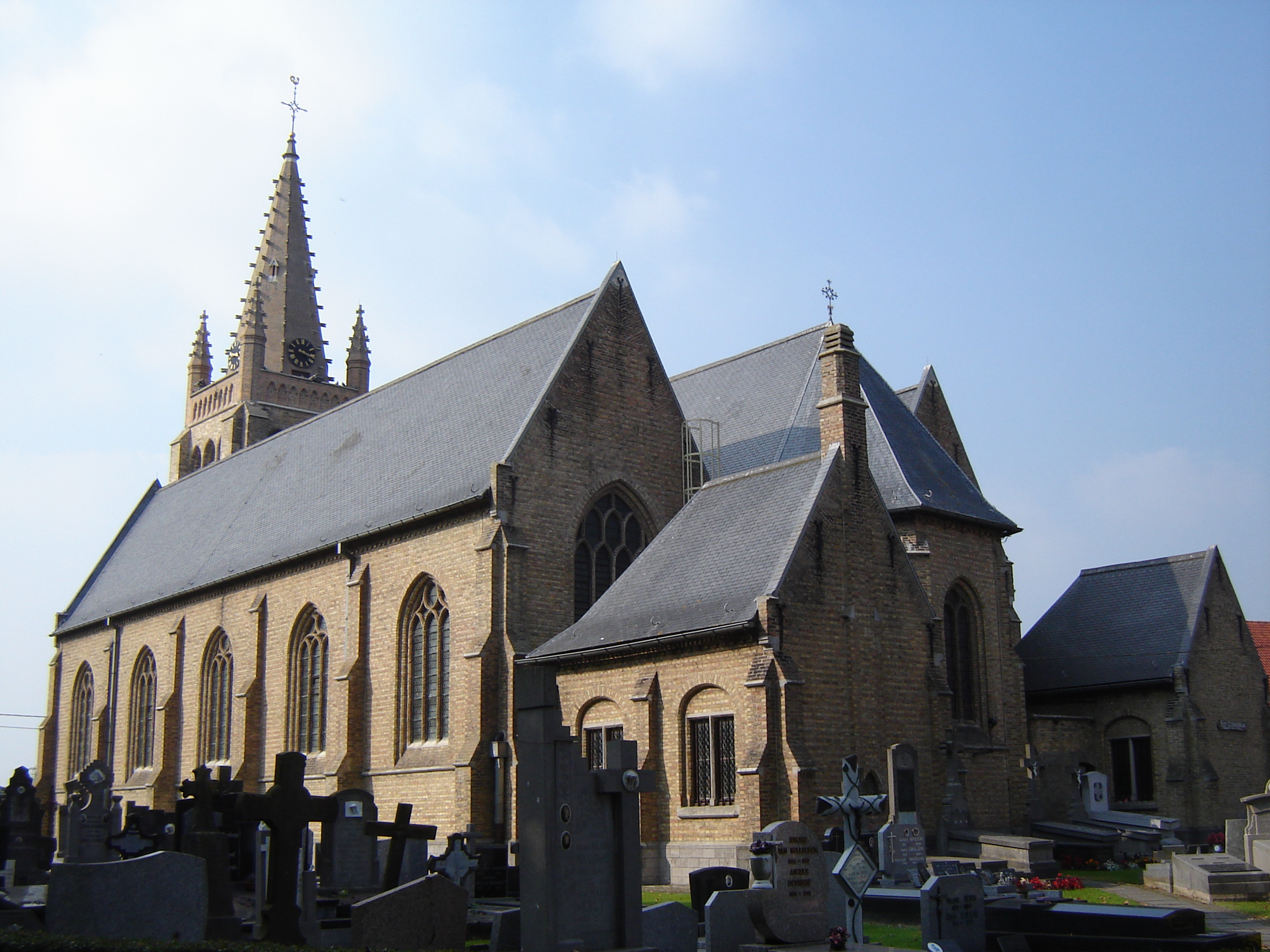
Sint-Leonarduskerk

## Geschiedenis
De eerste schriftelijke vermelding van Villa de Scotis was in 1146. Hiermee werd, naast Zuidschote, ook Noordschote bedoeld. Uiteindelijk werden de parochies gesplitst en in 1119 was het patronaatsrecht van de parochie Suytscotes toevertrouwd aan de kanunniken van Voormezele. Tijdens de Eerste Wereldoorlog werd Zuidschote geheel verwoest.
In het gehucht Steenstrate vond op 22 april 1915 de eerste Duitse gasaanval plaats.

## Bezienswaardigheden
- De Sint-Leonarduskerk met rondom het kerkhof waarin zich een perk met Britse gesneuvelde militairen uit de Tweede Wereldoorlog en vijf niet geïdentificeerde Franse militairen uit de Eerste Wereldoorlog bevindt.
- Diverse gedenktekens met betrekking tot de Eerste Wereldoorlog, vooral in het gehucht Steenstrate en de wijk Lizerne.

## Natuur en landschap
Zuidschote ligt op de grens van de IJzerpolders en Zandlemig Vlaanderen op een hoogte van ongeveer 8 meter. De hoogte varieert van 4 tot 12 meter. Deirect ten westen ligt de Kemmelbeek, waar in het zuiden de Wanebeek in uitmondt. In het oosten vindt men de Ieperlee. Beide wateren stromen in noordelijke richting naar de IJzer.

## Demografische evolutie
Rond 1890 bereikte Zuidschote haar maximale aantal inwoners waarna de gemeente begon te ontvolken door gebrek aan werkgelegenheid. Tijdens de Eerste Wereldoorlog werd Zuidschote bijna volledig vernield waardoor vele inwoners sneuvelden of wegvluchtten. Pas vanaf 1920 begonnen de bewoners terug te keren.
Opm:1831 t/m 1970=volkstellingen op 31 december

## Nabijgelegen kernen
Noordschote, Reninge, Bikschote, Boezinge, Elverdinge